# Попков, Виталий Александрович
Вита́лий Алекса́ндрович Попко́в (род. 16 июня 1983, Новоселица, Черновицкая область) — украинский и (с 2016 года) российский шоссейный и трековый велогонщик, выступающий на профессиональном уровне с 2002 года. Серебряный призёр чемпионата мира в командной гонке преследования, многократный победитель и призёр этапов Кубка мира, трижды чемпион Европы среди андеров, двукратный чемпион Украины на шоссе, победитель ряда престижных шоссейных гонок, как то «Гран-при Адыгеи», «Гран-при Сочи», «Гран-при Москвы», Race Horizon Park и др. Участник двух летних Олимпийских игр. Мастер спорта Украины международного класса. С 2016 года представляет Россию.

## Биография
Виталий Попков родился 16 июня 1983 года в городе Новоселица Черновицкой области Украинской ССР. Впоследствии переехал на постоянное жительство в Симферополь, проходил подготовку в местной Специализированной детско-юношеской спортивной школе олимпийского резерва по велоспорту № 1. В разное время был подопечным таких специалистов как В. В. Черченко, Л. Н. Полатайко, В. В. Климов, Р. В. Кононенко.
Первого серьёзного успеха на взрослом международном уровне добился в 2002 году, когда вошёл в основной состав украинской национальной сборной и побывал на этапе Кубка мира в Москве, откуда привёз награду серебряного достоинства, выигранную в командной гонке преследования. Также в этом сезоне стал чемпионом Европы среди андеров в той же дисциплине.
В 2003 году вновь был лучшим на молодёжном европейском первенстве, добавил в послужной список золотую медаль, полученную в командном преследовании на этапе Кубка мира в Кейптауне. В то же время проявил себя и на шоссе, одержав победу на втором этапе «Тура Венгрии».
Благодаря череде удачных выступлений удостоился права защищать честь страны на летних Олимпийских играх 2004 года в Афинах. Стартовал здесь в командной гонке преследования вместе с Владимиром Дюдей, Романом Кононенко и Сергеем Матвеевым — их команда расположилась в итоговом протоколе на шестой строке. Помимо этого, Попков в третий раз подряд стал чемпионом Европы среди андеров, выиграл серебряную медаль на этапе Кубка мира в Москве.
В 2005 году стал на молодёжном европейском первенстве вторым, пропустив вперёд команду из России. На одном из этапов Кубка мира в Москве взял бронзу, тогда как на другом одержал победу.
В 2006 году выиграл серебряную медаль в командном преследовании на этапе Кубка мира в Сиднее.
На трековом чемпионате мира 2007 года в Пальма-де-Мальорке совместно с Любомиром Полатайко, Максимом Полищуком и Виталием Щедовым завоевал в командной гонке преследования серебряную медаль — в финале их обошли только спортсмены из Великобритании. При этом на этапе Кубка мира в Лос-Анджелесе одержал победу сразу в двух дисциплинах: индивидуальном преследовании и командном преследовании. Начиная с этого времени состоял в донецкой континентальной команде ISD.
Находясь в числе лидеров украинской национальной сборной, благополучно прошёл отбор на Олимпийские игры 2008 года в Пекине. На сей раз выступал в индивидуальной гонке преследования и занял итоговое 14 место.
С 2009 года Попков больше внимания уделял гонкам на шоссе, в составе ISD одержал победу в генеральной классификации многодневной гонки «Тур Секейского края» в Румынии, финишировал вторым на «Мемориале Олега Дьяченко», проехал несколько других гонок второй категории.
В 2010 году стал чемпионом Украины по шоссейному велоспорту одновременно в групповой гонке и гонке с раздельным стартом. Выиграл «Гран-при Донецка», «Гран-при Адыгеи», «Гран-при Сочи», «Гран-при Ругаланна», отметился победой на одном из этапов многодневной гонки «Пять колец Москвы», тогда как в генеральной классификации стал третьим. Побывал на трековом чемпионате мира в Копенгагене, где занял девятое место в индивидуальном преследовании и пятое место в командном преследовании.
Пытался защитить звание чемпиона Украины на шоссе в 2011 году, но на сей раз в обеих дисциплинах финишировал лишь пятым. Принимал участие в шоссейном чемпионате мира в Копенгагене.
В 2012 году выиграл «Гран-при Москвы» и Race Horizon Park, стал лучшим в генеральной классификации «Тура Секейского края». На трековом чемпионате мира в Мельбурне занял в командной гонке преследования тринадцатое место.
Сезон 2013 года оказался для Попкова достаточно успешным, последовали победы сразу на нескольких шоссейных гонках: были выиграны отдельные этапы «Гран-при Сочи», «Гран-при Адыгеи», «Тура Азербайджана» и других многодневных гонок.
На трековом мировом первенстве 2014 года в Кали вновь стал в командном преследовании тринадцатым.
Впоследствии представлял сборную команду Республики Крым, в составе которой неоднократно занимал высокие места на различных шоссейных соревнованиях.
За выдающиеся спортивные достижения удостоен почётного звания «Мастер спорта Украины международного класса».